# 内沼映二
内沼 映二（うちぬま えいじ、1944年10月10日 - ）は、群馬県出身の株式会社ミキサーズラボの会長であり、レコーディング&ミキシング・エンジニア。
テイチク、ビクター、RVCを経て1979年にレコーディング・エンジニア集団、ミキサーズラボ（MIXER'S LAB）を設立。1994年から1998年まで日本音楽スタジオ協会の会長を務めた。

## 来歴・人物
- 1965年：テイチク興業（現テイチクエンタテインメント）に入社。
- 1968年：日本ビクター入社。RVC録音部に所属。
- 1979年8月15日：ミキサーズラボ設立。
- 1990年：自社運営スタジオとなるWEST SIDE STUDIOを設立。
- 1994年：CDマスタリングセクション・DISC LABをON AIR麻布スタジオ（現Azabu-O Studio）内に設立。
- 1997年：ワーナーミュージック・レコーディング・スタジオ[1]運営提携。
- 1998年：ワーナーミュージック・マスタリング運営提携。

## 受賞歴
- 1994年：第1回 日本プロ音楽録音賞[2]において大友直人指揮東京交響楽団『新日本紀行 冨田勲の音楽』[3]から「新・平家物語」で、同賞を受賞。
- 2001年 第8回 日本プロ音楽録音賞[4]において『ベイビーフィリックステーマソング集』[5]（テーマソング：Vo大貫妙子）で、ポップス・ロック部門の奨励賞を受賞。
- 2003年：第10回 日本プロ音楽録音賞[6]においてスターダストレビュー『LOVE SONGS』より「追憶」で、ニューパッケージメディア部門（DVD-Audio作品）の最優秀賞を受賞。
- 2005年：第12回 日本プロ音楽録音賞[7]において斎藤ネコ指揮・シェエラザード・フィルハーモニー交響楽団／CHECKING DVD BY MUSIC『シェエラザード・オーディオ交響組曲』[8]より「第一楽章セレクション」で、ニューパッケージメディア部門（DVD-Audio作品）で最優秀賞を受賞。
- 2006年：第13回 日本プロ音楽録音賞[9]において角田健一ビッグバンド『BIG BAND STAGE』より「Splanky」で、ニューパッケージメディア部門（DVD-Audio作品）にて最優秀賞を受賞。
- 2010年：第17回 日本プロ音楽録音賞[10]において角田健一ビッグバンド『BIG BAND SOUND～甦るビッグバンドステージ～』[11]より「オール・オブ・ミー」で、クラシック・ジャズ部門における2chパッケージメディアの最優秀賞を受賞。
- 2015年：第21回 日本プロ音楽録音賞[12]において鷺巣詩郎『SHIRO'S SONGBOOK 'Xpressions'』[13]より「Love Overcome」で、2chパッケージメディア・クラシック部門（CD/SACD/DVD/BDの2chステレオ）の最優秀賞を受賞。
- 2016年：第22回 日本プロ音楽録音賞[14]において角田健一ビッグバンド『BIG BAND SCALE～甦るビッグバンドサウンド～』[15]より「地下室のメロディー」で、クラシック・ジャズ・フュージョンCD部門の最優秀賞を受賞。

## 主な作品（順不同）

### CDパッケージ
- 内山田洋とクール・ファイブ
- 和田アキ子
- 角松敏生
- 冨田勲
- 前川清
- 石川さゆり
- SPEED
- V6
- 杏里
- 福山雅治 他多数

### サウンドトラック
- 踊る大捜査線 MOVIE 1・MOVIE 2
- Returner
- ジャングル大帝
- ドラえもん 他多数

## 出演
- 『タモリ倶楽部』「40ch完全制覇!コンソールでミキシングに挑戦!!」（2010年6月26日放送） - 角田健一ビッグバンド『BIG BAND SOUND～甦るビッグバンドステージ～』[11]収録曲「オール・オブ・ミー」音源を使用してタモリ・近田春夫・Kenが内沼の助言を聞きながらクリス・ペプラーの進行にてミキシングを体験する。